# 石井和義
石井 和義（いしい かずよし、1953年（昭和28年）6月10日 - ）は、日本の空手家。実業家。1980年に正道会館を創始し、館長を務める。1993年にK-1を創設し、2002年に不祥事により全役職を辞任。2023年に日本キックボクシングリーグ機構を設立し、発起人・顧問を務める。2024年にアドバイザーとしてK-1に復帰。愛媛県宇和島市出身。

## 略歴

### 生い立ち
愛媛県北宇和郡三間町（後の宇和島市）で3人兄弟の次男として生まれる。父は画家・横山大観の弟子。横山と一緒に中国本土へ渡り水墨画を学んでいたが、終戦後その夢が閉ざされ、自転車屋を営むが家は貧しく、石井は新聞配達や喫茶店でアルバイトをしながら家計を助けていた。中学時代野球部に所属。放送されていたテレビドラマ『キイハンター』に主演していた千葉真一の大ファンとなり、その憧れから愛媛県立宇和島東高等学校に進学後、器械体操を始める。同校を卒業。

### 芦原道場入門
1969年1月、極真会館四国支部芦原会館（芦原道場）宇和島支部に入門し、芦原英幸の弟子となる。きっかけは近所の従兄弟が空手をやっていたことから関心を抱き、偶然に芦原道場をみかけたことから。同年の入門に二宮城光（円心会館）、高見成昭（空手道 高見空手）らがいる。野球で鍛えた足腰と器械体操で培われた柔軟性で、僅か1年余りで黒帯（初段）を允許。大学受験に失敗したので大阪府に住む兄を頼って浪人し、アートスクールに通いながら東京芸術大学を目指すが、スクール生は画の上手い者ばかりだったため、進学を諦めて大阪の貿易会社に就職した。
1975年、22歳の時に芦原の命で、大阪球場内の文化教室で極真会館芦原道場大阪支部を設立。1976年、昼はサラリーマン、夜は空手の先生と二足の草鞋を履く生活だったが、門下生の増加により芦原から空手指導に専念を頼まれて会社を辞める。芦原の片腕として関西地区総責任者になり、道場拡大に手腕を奮い、神戸市・京都市・奈良市・堺市・岡山市に支部を拡大し、門下生5万人を指導する。この年、中山猛夫（極真会館主催第9回オープントーナメント全日本空手道選手権準優勝、正道会館主催第1,2回ノックダウンオープントーナメント全日本空手道選手権大会優勝）や松本英樹（英武館）らが入門するが、自身の待遇改善（給料アップ）を芦原に訴えたことを機に、芦原との関係が悪化。
1980年6月、芦原門下から独立し、大阪・岸里の西成産業会館内に新日本空手道連盟正道館、新日本学生空手道連盟を発足して館長となる。1981年に正道会館と改称し、大会を毎年開催。以後佐竹雅昭・角田信朗・柳沢聡行らが他流派の空手トーナメントに参戦し、正道会館は「常勝軍団」と称された。
1990年6月に全日本キックボクシング連盟の大会への参加を皮切りに興行の世界へ進出（なお、全日本キック以前にプリンスジムという名称でキックボクシングの試合にプロ希望の選手を出場させていたこともある）。1991年に前田日明の総合格闘技興行「リングス」と提携し、興行のノウハウを吸収した。

### K-1創設
1992年3月にK-1の前身となる「格闘技オリンピック」を開催。1993年4月にフジテレビのイベント「LIVE UFO」の一環でK-1の第1回大会となる「K-1 GRAND PRIX '93」を開催。K-1のテレビ放送は1996年に日曜午後枠から週末プライムタイムに昇格し、日本テレビ、TBSと民放各局で放送開始。
1997年に映画『ウルトラマンゼアス2 超人大戦・光と影』に角田信朗、アンディ・フグと共に本人役で出演。2001年にニッポン放送でラジオ番組「オールナイトニッポンR」木曜日のラジオパーソナリティを務める。
2001年12月、K-1ジャパンの流れの一環として「INOKI BOM-BA-YE 2001」を企画し日本テレビと契約、制作指揮、K-1軍を率いる総帥的立場として参加。なお「INOKI BOM-BA-YE 2001」の名称はアントニオ猪木の要望により決定された。このイベントはDynamite!へと発展し、2002年8月に「Dynamite! SUMMER NIGHT FEVER in 国立」（TBS主催）を開催し、総合プロデューサーを務める（運営はPRIDEを主催するドリームステージエンターテインメントに委託）。アントニオ猪木をメインキャラクターとする。国立競技場に格闘技史上最大の10万人（主催者発表）を動員した。
2002年12月7日にK-1ワールドグランプリ2002決勝戦を東京ドームで開催。5万人のチケット完売、イベント総売上は約10億円。東京ドーム史上、格闘技では最大規模のイベントとなる。12月31日、「INOKI BOM-BA-YE 2002」の主催を日本テレビからTBSに移行。さいたまスーパーアリーナで開催。NHK紅白の裏番組として視聴率16.7％を獲得。一方で、同年12月にK-1の興行に関わる脱税事件（詳細はケイ・ワン脱税事件を参照）が発覚したため、K-1の運営を谷川貞治率いるFEGに託し、全役職を辞任。2006年には同事件で懲役1年10か月の実刑判決が確定。2007年に静岡刑務所に収監され服役し、2008年に出所した。

### 出所後
2009年6月9日にYouTubeチャンネル『館長チャンネル』を開設し、6月10日に自叙伝『空手超バカ一代』を出版。12日の出版記念パーティでは、「これからは現状のK-1に関して、リングに上がって挨拶をしたり、解説席に座る事やプロデューサーに携わることは基本的にありません。K-1のアマチュア組織を世界的に広げるために、FIFAやIOCのような組織作りとして国際K-1連盟（FIKA＝フィカ）設立に力を注ぎます」と語っていたが、12月5日にK-1 WORLD GP 2009 FINALの開会式前のK-1ルール実技説明で業務停止処分中の角田信朗に代わり「特別競技統括プロデューサー」としてリングに上がり、約7年ぶりの現場復帰となった。
2009年7月22日よりZAKZAKにて、食生活と読書に励んだことで得た知識を活かしたダイエット方法について語るコラム「【石井館長の魁！ダイエット塾】」の週間連載を開始。2010年以降、コラムの内容がダイエットに関する話題から脱線することが多く、またその脱線した内容が読者に好評であったため、「【石井館長の魁！人生塾】」と改題して様々な物事や格闘技界の裏話などについて著述していた。
2011年のK-1のファイトマネー未払い問題を経て、2012年より新たな格闘技世界大会を立ち上げることが報道された。K-1と総合格闘技イベントHERO'Sの商標権を所有していたが、不動産デベロッパーのバルビゾンに権利を移管。11月3日、北京にて「国際K-1連盟」の設立を発表。
2016年9月に正道会館へ復帰し、2017年9月に空手の祭典「KARATE ALL JAPAN」を創設。アディダスが冠スポンサーとなり、規模、演出ともに日本最大級の空手の祭典となった。2019年にフルコンタクト空手と伝統派空手をミックスさせたルール「フルコンPlus」を提唱。従来のフルコンタクト空手には無かったスピード、プロ格闘技への対応などを含めたものとなっている。2023年にキックボクシング統括団体「日本キックボクシングリーグ機構」を設立。2024年1月にK-1アドバイザーに就任し、21年ぶりにK-1に復帰した。

## 著書
- 『実戦正道カラテ』（スポーツライフ社、1983年）
- 『勝つための空手』（ベースボール・マガジン社、1991年）
- 『空手超バカ一代』（文藝春秋、2009年）
- 『どるから』（まんがライフWIN、原作名義）